# Ettore Rivolta
Ettore Rivolta (* 3. September 1904 in Mailand; † Oktober 1977) war ein italienischer Leichtathlet.
Im 50-km-Gehen wurde er bei den Olympischen Spielen 1932 in Los Angeles Fünfter, gewann Bronze bei den Leichtathletik-Europameisterschaften 1934 in Turin und wurde Zwölfter bei den Olympischen Spielen 1936 in Berlin.
Seine persönliche Bestzeit über diese Distanz von 4:35:53 h stellte er 1935 auf.